# Leszek Kolendowicz
Leszek Andrzej Kolendowicz (ur. 31 grudnia 1962) – polski klimatolog, geograf, dr hab. nauk o Ziemi, profesor uczelni i dyrektor Instytutu Geografii Fizycznej i Kształtowania Środowiska Przyrodniczego  Wydziału Nauk Geograficznych i Geologicznych Uniwersytetu im. Adama Mickiewicza w Poznaniu.

## Życiorys
Studiował na Wydziale Nauk Geograficznych i Geologicznych Uniwersytetu im. Adama Mickiewicza w Poznaniu, 21 listopada 1995 obronił pracę doktorską Burze na obszarze Polski Północno-Zachodniej w świetle częstości występowania różnych typów cyrkulacji atmosfery, 12 grudnia 2006 habilitował się na podstawie pracy zatytułowanej Wpływ cyrkulacji atmosferycznej oraz temperatury i wilgotności powietrza na występowanie dni z burzą na obszarze Polski. 25 października 2019 uzyskał tytuł profesora nauk ścisłych i przyrodniczych.
Został zatrudniony na stanowisku profesora nadzwyczajnego w Instytucie Geografii Fizycznej i Kształtowania Środowiska Przyrodniczego na Wydziale Nauk Geograficznych i Geologicznych Uniwersytetu im. Adama Mickiewicza.
Awansował na stanowisko profesora uczelni i dyrektora Instytutu Geografii Fizycznej i Kształtowania Środowiska Przyrodniczego Wydziału Nauk Geograficznych i Geologicznych Uniwersytetu im. Adama Mickiewicza w Poznaniu.
Jest członkiem Rady Dyscypliny Naukowej - Nauk o Ziemi i Środowisku Uniwersytetu im. Adama Mickiewicza w Poznaniu, oraz Komisji Nauk o Ziemi na Oddziale Polskiej Akademii Nauk w Poznaniu.